# Louis Maurer

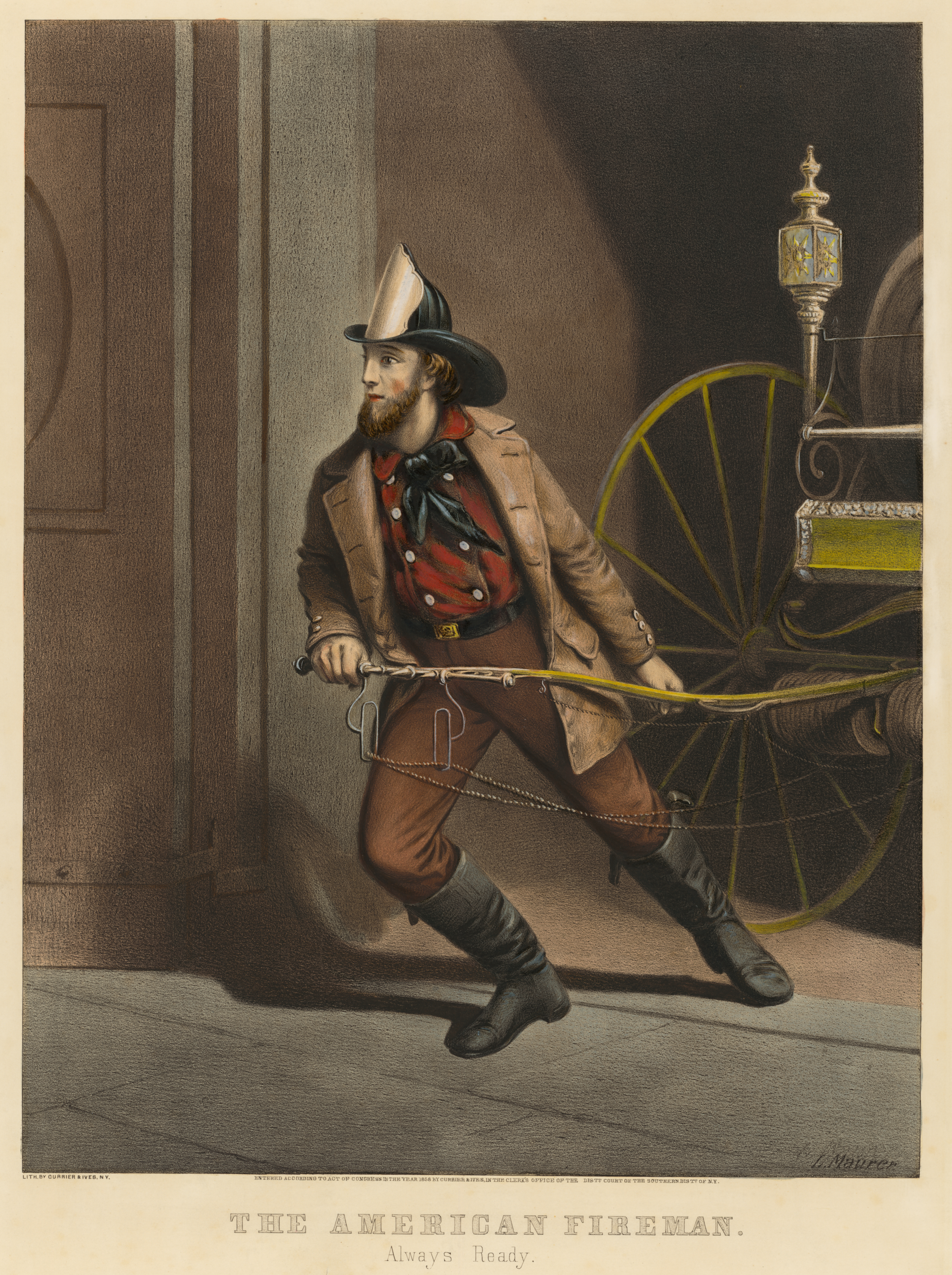
Louis Maurer „The American Fireman. Always Ready.” (1858)

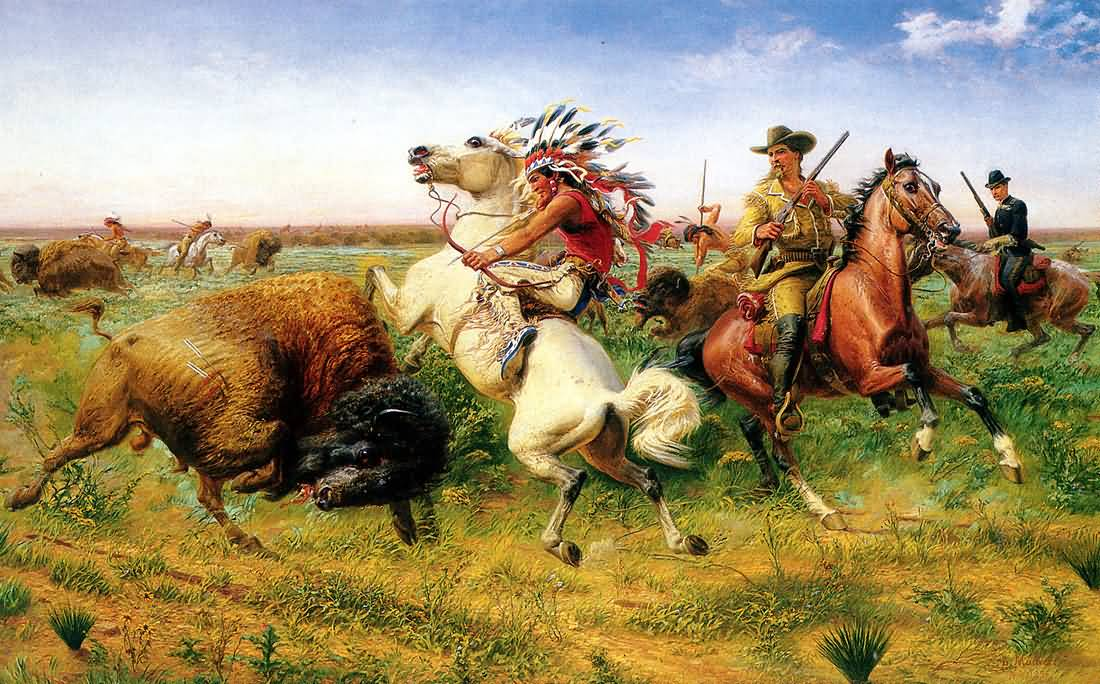
„The Great Royal Buffalo Hunt” (1895)

Louis Maurer (ur. 21 lutego 1832 w Biebrich, zm. 19 lipca 1932 w Nowym Jorku) – niemiecki litograf, ojciec malarza Alfreda Henry’ego Maurera.
Louis Maurer był niemieckim emigrantem, przybyłym do Nowego Jorku w 1851 roku. Tam, do 1852 roku pracował jako litograf dla firmy T.W. Stronga, a następnie przez osiem lat dla Currier & Ives. Twórczość Maurera koncentrowała się głównie na wizerunkach koni i obiektów sportowych. Dla Currier & Ives, wykonał ponad sto grafik, oraz m.in. seria dzieł Life of the Fireman i Preparing for Market. W następnych latach Maurer nawiązał współpracę z litografem Frederickiem Heppenheimerem, zakładając w 1874 roku wydawnictwo Heppenheimer & Maurer, istniejące do 1885 roku.
Jego prace znajdują się głównie w American Antiquarian Society a kolekcja obejmuje 95 oryginalnych rysunków, akwareli i szkiców olejnych, zbiór 38 odbitek litograficznych, w większości z epoki Heppenehimera i Maurera oraz małe drewniane pudełko zawierające narzędzia litograficzne Maurera.